# Snowboard ai XXIII Giochi olimpici invernali - Slalom gigante parallelo femminile
La gara di slalom gigante parallelo femminile dei XXIII Giochi olimpici invernali di Pyeongchang, in Corea del Sud, si è svolta il 24 febbraio presso il Bokwang Phoenix Park sito a Bongpyeong. La fase di qualificazione ha avuto luogo alle ore 9:00 (UTC+9), mentre a partire dalla ore 13:30 è iniziata la fase a eliminazione diretta.
La ceca Ester Ledecká, aggiudicandosi la medaglia d'oro dopo avere in precedenza vinto un altro oro nel supergigante dello sci alpino, è diventata la prima donna a conquistare il primo posto in due differenti sport nella storia delle Olimpiadi invernali. Hanno completato il podio le due tedesche Selina Jörg, giunta seconda, e Ramona Theresia Hofmeister a cui è andata la medaglia di bronzo.

## Risultati

### Qualificazione
| Pos. | Atleta                     | Nazione                      | Pista blu | Pista rossa | Totale  | Note |
| ---- | -------------------------- | ---------------------------- | --------- | ----------- | ------- | ---- |
| 1    | Ester Ledecká              | Rep. Ceca                    | 45"58     | 43"32       | 1'28"90 | Q    |
| 2    | Alëna Zavarzina            | Atleti Olimpici dalla Russia | 45"43     | 44"73       | 1'30"16 | Q    |
| 3    | Selina Jörg                | Germania                     | 44"67     | 45"60       | 1'30"27 | Q    |
| 4    | Carolin Langenhorst        | Germania                     | 45"02     | 46"56       | 1'31"58 | Q    |
| 5    | Ramona Theresia Hofmeister | Germania                     | 45"36     | 46"62       | 1'31"98 | Q    |
| 6    | Tomoka Takeuchi            | Giappone                     | 47"86     | 45"00       | 1'32"86 | Q    |
| 7    | Julie Zogg                 | Svizzera                     | 45"70     | 47"19       | 1'32"89 | Q    |
| 8    | Daniela Ulbing             | Austria                      | 47"07     | 46"00       | 1'33"07 | Q    |
| 9    | Milena Bykova              | Atleti Olimpici dalla Russia | 46"43     | 46"66       | 1'33"09 | Q    |
| 10   | Aleksandra Król            | Polonia                      | 47"02     | 46"11       | 1'33"13 | Q    |
| 11   | Julia Dujmovits            | Austria                      | 45"95     | 47"21       | 1'33"16 | Q    |
| 12   | Ladina Jenny               | Svizzera                     | 46"96     | 46"23       | 1'33"19 | Q    |
| 13   | Ina Meschik                | Austria                      | 46"21     | 47"02       | 1'33"23 | Q    |
| 14   | Ekaterina Tudegeševa       | Atleti Olimpici dalla Russia | 47"44     | 45"98       | 1'33"42 | Q    |
| 15   | Glorija Kotnik             | Slovenia                     | 48"00     | 45"52       | 1'33"52 | Q    |
| 16   | Patrizia Kummer            | Svizzera                     | 47"00     | 46"59       | 1'33"59 | Q    |
| 17   | Michelle Dekker            | Paesi Bassi                  | 47"42     | 46"18       | 1'33"60 |      |
| 18   | Nadya Ochner               | Italia                       | 48"00     | 45"80       | 1'33"80 |      |
| 19   | Natal'ja Soboleva          | Atleti Olimpici dalla Russia | 47"78     | 46"15       | 1'33"93 |      |
| 20   | Jeong Hae-rim              | Corea del Sud                | 46"93     | 47"18       | 1'34"11 |      |
| 21   | Anke Wöhrer                | Germania                     | 47"83     | 46"87       | 1'34"70 |      |
| 22   | Zang Ruxin                 | Cina                         | 48"17     | 47"09       | 1'35"26 |      |
| 23   | Stefanie Müller            | Svizzera                     | 48"79     | 46"80       | 1'35"59 |      |
| 24   | Weronika Biela             | Polonia                      | 48"10     | 47"82       | 1'35"92 |      |
| 25   | Shin Da-hae                | Corea del Sud                | 49"13     | 46"91       | 1'36"04 |      |
| 26   | Gong Naiying               | Cina                         | 48"63     | 47"73       | 1'36"36 |      |
| 27   | Teodora Pentcheva          | Bulgaria                     | 49"01     | 49"62       | 1'38"63 |      |
| 28   | Annamari Danča             | Ucraina                      | 1'00"12   | 46"52       | 1'46"64 |      |
|      | Karolina Sztokfisz         | Polonia                      | 47"13     | DSQ         | DSQ     |      |
|      | Claudia Riegler            | Austria                      | DNF       |             | DNF     |      |
|      | Xu Xiaoxiao                | Cina                         |           | DSQ         | DSQ     |      |

### Fase ad eliminazione diretta
| Ottavi di finale | Ottavi di finale           | Ottavi di finale |  |  | Quarti di finale | Quarti di finale           | Quarti di finale |  |  | Semifinali | Semifinali                 | Semifinali |  |             | Finale      | Finale                     | Finale |
|                  |                            |                  |  |  |                  |                            |                  |  |  |            |                            |            |  |             |             |                            |        |
| 4                | Carolin Langenhorst        | +0"02            |  |  |                  |                            |                  |  |  |            |                            |            |  |             |             |                            |        |
| 13               | Ina Meschik                |                  |  |  | 13               | Ina Meschik                | +0"78            |  |  |            |                            |            |  |             |             |                            |        |
| 5                | Ramona Theresia Hofmeister |                  |  |  | 5                | Ramona Theresia Hofmeister |                  |  |  |            |                            |            |  |             |             |                            |        |
| 12               | Ladina Jenny               | DNF              |  |  |                  |                            |                  |  |  | 5          | Ramona Theresia Hofmeister | DNF        |  |             |             |                            |        |
| 8                | Daniela Ulbing             |                  |  |  |                  |                            |                  |  |  | 1          | Ester Ledecká              |            |  |             |             |                            |        |
| 9                | Milena Bykova              | +0"52            |  |  | 8                | Daniela Ulbing             | +0"97            |  |  |            |                            |            |  |             |             |                            |        |
| 1                | Ester Ledecká              |                  |  |  | 1                | Ester Ledecká              |                  |  |  |            |                            |            |  |             |             |                            |        |
| 16               | Patrizia Kummer            | +0"71            |  |  |                  |                            |                  |  |  |            |                            |            |  |             | 1           | Ester Ledecká              |        |
| 2                | Alëna Zavarzina            |                  |  |  |                  |                            |                  |  |  |            |                            |            |  |             | 3           | Selina Jörg                | +0"46  |
| 15               | Glorija Kotnik             | +0"03            |  |  | 2                | Alëna Zavarzina            |                  |  |  |            |                            |            |  |             |             |                            |        |
| 7                | Julie Zogg                 |                  |  |  | 7                | Julie Zogg                 | +1"88            |  |  |            |                            |            |  |             |             |                            |        |
| 10               | Aleksandra Król            | +0"70            |  |  |                  |                            |                  |  |  | 2          | Alëna Zavarzina            | DNF        |  |             |             |                            |        |
| 6                | Tomoka Takeuchi            |                  |  |  |                  |                            |                  |  |  | 3          | Selina Jörg                |            |  |             |             |                            |        |
| 11               | Julia Dujmovits            | +0"17            |  |  | 6                | Tomoka Takeuchi            | +0"62            |  |  |            |                            |            |  | Terzo posto | Terzo posto | Terzo posto                |        |
| 3                | Selina Jörg                |                  |  |  | 3                | Selina Jörg                |                  |  |  |            |                            |            |  |             | 5           | Ramona Theresia Hofmeister |        |
| 14               | Ekaterina Tudegeševa       | +0"65            |  |  |                  |                            |                  |  |  |            |                            |            |  |             | 2           | Alëna Zavarzina            | +4"07  |